# Jinotega
Jinotega è un comune e una città della Repubblica del Nicaragua, capo del dipartimento di Jinotega situato nel nord del paese. È conosciuto come "Las Brumas" per le sue caratteristiche naturali. Fu fondata nel 1606 con il nome di San Juan de Jinotega.